# Nippoptilia philippensis
Nippoptilia philippensis là một loài bướm đêm thuộc họ Pterophoridae. Nó được tìm thấy ở Mindanao và Mindoro.
Sải cánh dài 15–19 mm. Con trưởng thành bay vào tháng 1, từ tháng 5 đến tháng 6 và vào tháng 8.

## Etymology
The name of the species reflects the country of its origin.